# 阿拉塞納山脈

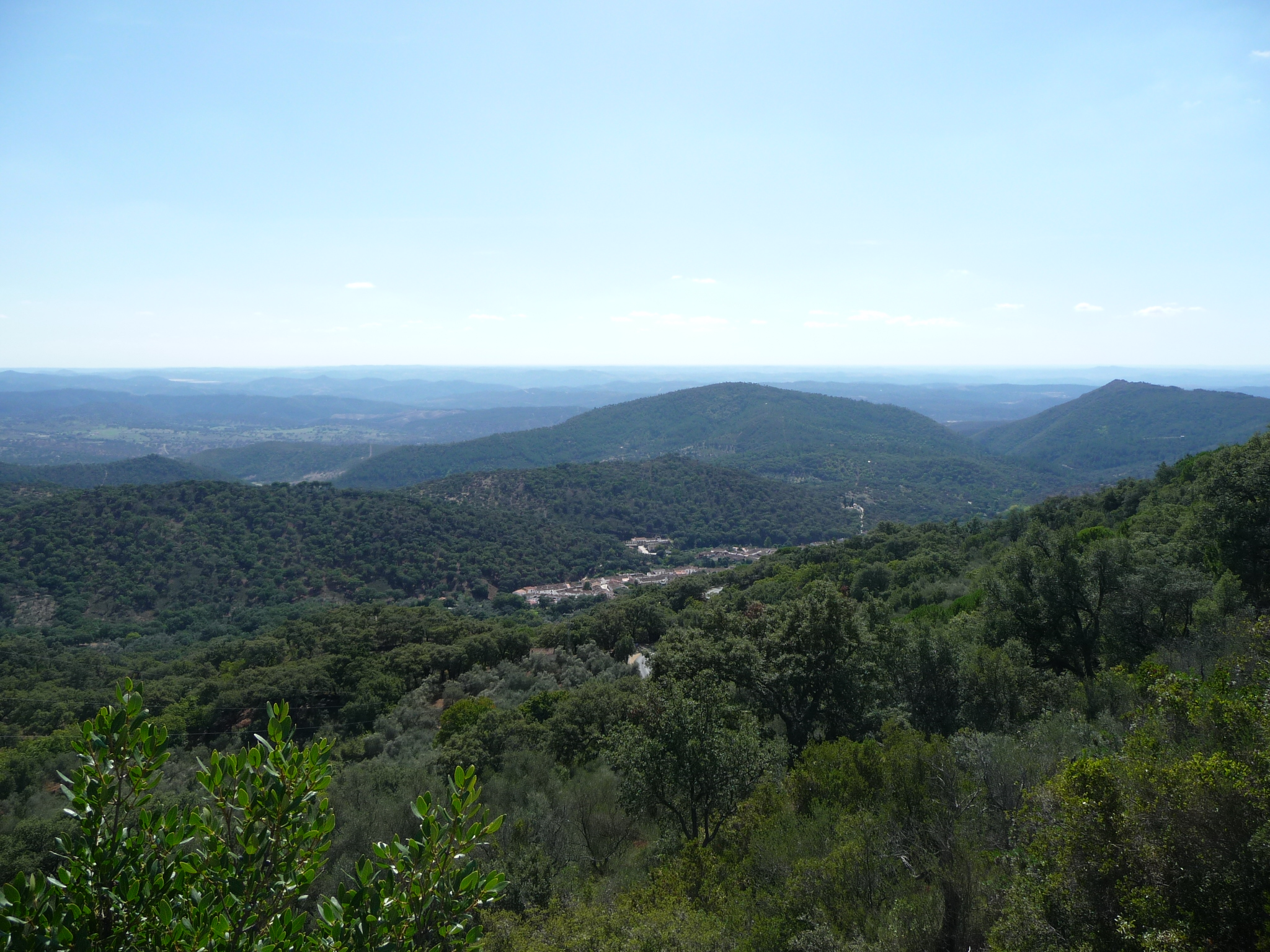

阿拉塞納山脈是西班牙的山脈，位於韋爾瓦省北部，屬於莫雷納山脈的一部分，長58公里、寬15公里，最高點海拔高度962米，山體由片岩、板岩和石英岩組成。

## 外部連結
- Parque natural de Sierra de Aracena y Picos de Aroche （页面存档备份，存于）